# Santiago Posteguillo
Santiago Posteguillo (Valencia, 1967) è uno scrittore e linguista spagnolo.
È noto per aver scritto numerosi romanzi sull'Antica Roma, i più noti dei quali sono la tetralogia di Scipione l'Africano e la pentalogia di Traiano. Nel 2018 ha ricevuto il Premio Planeta con il romanzo Yo, Julia (Iulia. Storia di un'imperatrice).

## Biografia

### Carriera in accademia
Dopo aver ottenuto il suo dottorato all'Università di Valencia, Santiago studiò letteratura creativa negli Stati Uniti nell'Università Denison, a Granville (Ohio), e la lingua e traduzione in varie università in Gran Bretagna.
Ad oggi, Santiago è insegnante dell'Università Jaume I, a Castellón, specializzandosi nei romanzi ambientati nel XIX secolo, ed è anche il presidente dell'AELFE (European Association of Languages for Specific Purposes, Associazione Europea delle Lingue per Scopi Specifici). È autore di varie pubblicazioni accademiche, tra cui Netlinguistics: Language, Discourse and Ideology in Internet (2003) e Spanish Computing Dictionary: English-Spanish, Spanish-English (2004).
Vive a Puçol, nella contea di Horta Nord nella Comunità Valenciana.

### Come scrittore
Posteguillo ha iniziato come scrittore di gialli, e durante i suoi studi a Valencia scriveva anche poesie. Il suo primo romanzo, L'africano, uscì nel 2006, e fu il primo libro di una trilogia dedicata a Scipione l'Africano (trilogia che in Italia divenne una tetralogia, ossia una collana di 4 libri); il seguito, Las legiones malditas (Invicta Legio in Italia), uscì nel 2008, e raggiunse la sua nona edizione nel 2013. Il terzo, Il tradimento di Roma, uscì nel 2009; nello stesso anno i tre romanzi ebbero una revisione, in quanto ora bestseller.
Nel 2011, Posteguillo passò a Traiano, la cui trilogia iniziò con L'Ispanico e continuò con Circo Máximo nel 2013, in Italia diviso in due parti (Circo Massimo e L'ira di Traiano) uscite nel 2016. Conclusero la saga "La legione maledetta" e "L'ultima vittoria", edizioni italiane del 2019 delle due metà de La legión perdida, uscito nel 2016.
Successivamente sono stati anche pubblicati due libri dedicati a Giulia Domna: Iulia. Storia di un'imperatrice e L'imperatrice che sfidò gli dei. 
Nel 2022 ha pubblicato un libro dedicato a Cesare, il primo di una nuova serie: Roma soy yo (Roma sono io). L'anno dopo uscirà Maldita Roma (Maledetta sia Roma).
Posteguillo ha anche contribuito al giornale spagnolo Las Provincias.

## Premi
- Finalista al concorso Premio per il Romanzo Storico di Zaragoza nel 2009 (Legio Invicta);
- Premio al Migliore Romanzo Storico 2009, Hislibris (Il tradimento di Roma);
- Premio alla Letteratura di Valencia, 2010;
- Valencian Lyrics Award, 2010, per merito dei suoi quattro romanzi in quell'anno;
- Un premio al Cartagena Historical Novels Week (Semana de Novela Histórica de Cartagena), 2010;
- Premio alla Letteratura del programma culturale Continuará, canale La 2 della Televisión Española in Catalogna, 2012;
- Nomination alla Valencian Literary Critics Awards (Premios de la Crítica Valenciana) nella categoria "saggi e altri generi" nel 2013 con La noche en que Frankenstein leyó El Quijote, e nel 2014 con La sangre de los libros, più un'ulteriore nomination nella categoria "narrativa" con Circo Massimo nel 2013;
- Vincitore del premio Barcelona Historical Novel (Premio Internacional de Novela Histórica Barcino), 2014.
- Riconosciuto tra i "Valenciani del XXI secolo" dal giornale Las Provincias.
- Premio Planeta 2018 con Yo, Julia (Iulia. Storia di un'imperatrice) .[1]

## Opere

### Saga dedicata a Scipione l’Africano
1. 2006 - L'Africano (Africanus, el Hijo del cónsul), Piemme, traduzione di Roberta Marasco, 2014 (ISBN 978-8868368821)
2. 2008 - Invicta Legio (Las legiones malditas), Piemme, traduzione di Claudia Acher Marinelli e Adele Ricciotti, 2015 (ISBN 978-8868368838)
3. 2009 - Il tradimento di Roma (La Traición de Roma, parte prima), Piemme, traduzione di Adele Ricciotti, 2018 (ISBN 978-8856664805)
4. 2009 - La fine di Scipione (La Traición de Roma, parte seconda), Piemme, traduzione di Adele Ricciotti, 2018 (ISBN 978-8856664812)

### Saga dedicata all'imperatore Traiano
1. 2011 - L'ispanico (Los asesinos del emperador), Piemme, traduzione di Giuliana Calabrese, 2013 (ISBN 978-8868368746)
2. 2013 - Circo Massimo (Circo Máximo, parte prima), Piemme, traduzione di Adele Ricciotti, 2017 (ISBN 978-8856659566)
3. 2013 - L'ira di Traiano (Circo Máximo, parte seconda), Piemme, traduzione di Adele Ricciotti, 2017 (ISBN 978-8856659580)
4. 2016 - La legione perduta (La legión perdida, parte prima), Piemme, traduzione di Claudia Acher Marinelli e Adele Ricciotti, 2019 (ISBN 978-8856669985)
5. 2016 - L'ultima vittoria (La legión perdida, parte seconda), Piemme, traduzione di Claudia Acher Marinelli e Adele Ricciotti, 2019 (ISBN 978-8856669992)

### Saga di Iulia Domna
1. 2018 - Iulia. Storia di un'imperatrice (Yo, Julia), Piemme, traduzione di Adele Ricciotti, Piemme, 2019 (ISBN 978-8856673463)
2. 2019 - L'Imperatrice che sfidò gli Dei: Il destino di Iulia Domna (Y Julia retó a los dioses), traduzione di Adele Ricciotti, Piemme, 2020

### Saga di Giulio Cesare
1. 2022 - Roma sono io (Roma soy yo: La verdadera historia de Julio César), traduzione di Adele Ricciotti, Piemme, 2022, ISBN 978-8856685350
2. 2023 - Maledetta sia Roma (Maldita Roma), traduzione di Claudia Acher Marinelli, Piemme, 2024, ISBN 978-8856695731
3. 2025 - Los tres mundos

### Altri libri
- 2012 - La noche en que Frankenstein leyó El Quijote, inedito in Italia
- 2014 - La vita segreta dei libri (La sangre de los libros), traduzione di Claudia Acher Marinelli, Piemme, 2021 (ISBN 978-8856682885)
- 2017 - Scrittori maledetti (El séptimo círculo del inferno), Piemme, 2025 (ISBN 978-8856687026)